# Samotność (film 1990)
Samotność (tytuł oryginalny: Vetmi) – albański film fabularny z roku 1990 w reżyserii Spartaka Pecaniego.
W krótkim czasie Andri traci swoich przyjaciół i zostaje sam. Od rozgoryczonego tą zmianą Andriego odchodzi jego dziewczyna, Suzi. Pewnego dnia w życiu pogrążonego w depresji bohatera wszystko się zmienia.
Film był realizowany w Korczy i w Tiranie.

## Obsada
- Roza Anagnosti jako Drita
- Reshat Arbana jako Andri
- Ina Gjika jako Suzi
- Sheri Mita jako Petraq
- Stavri Shkurti jako Jani
- Niko Kanxheri jako Skender
- Birçe Hasko jako Teki Maliqi
- Lutfi Hoxha jako Leko
- Vilson Gjoçaj jako brat Andriego
- Vangjel Heba
- Eglantina Kume
- Arben Spiro